# PABPN1
PABPN1 (англ. Poly(A) binding protein nuclear 1) – білок, який кодується однойменним геном, розташованим у людей на короткому плечі 14-ї хромосоми. Довжина поліпептидного ланцюга білка становить 306 амінокислот, а молекулярна маса — 32 749.
| 10         |  | 20         |  | 30         |  | 40         |  | 50         |
| ---------- |  | ---------- |  | ---------- |  | ---------- |  | ---------- |
| MAAAAAAAAA |  | AGAAGGRGSG |  | PGRRRHLVPG |  | AGGEAGEGAP |  | GGAGDYGNGL |
| ESEELEPEEL |  | LLEPEPEPEP |  | EEEPPRPRAP |  | PGAPGPGPGS |  | GAPGSQEEEE |
| EPGLVEGDPG |  | DGAIEDPELE |  | AIKARVREME |  | EEAEKLKELQ |  | NEVEKQMNMS |
| PPPGNAGPVI |  | MSIEEKMEAD |  | ARSIYVGNVD |  | YGATAEELEA |  | HFHGCGSVNR |
| VTILCDKFSG |  | HPKGFAYIEF |  | SDKESVRTSL |  | ALDESLFRGR |  | QIKVIPKRTN |
| RPGISTTDRG |  | FPRARYRART |  | TNYNSSRSRF |  | YSGFNSRPRG |  | RVYRGRARAT |
| SWYSPY     |  |            |  |            |  |            |  |            |

A: Аланін

C: Цистеїн

D: Аспарагінова кислота

E: Глутамінова кислота

F: Фенілаланін

G: Гліцин

H: Гістидин

I: Ізолейцин

K: Лізин

L: Лейцин

M: Метіонін

N: Аспарагін

P: Пролін

Q: Глутамін

R: Аргінін

S: Серин

T: Треонін

V: Валін

W: Триптофан

Кодований геном білок за функцією належить до фосфопротеїнів. 
Задіяний у таких біологічних процесах, як процесинг мРНК, ацетилювання, альтернативний сплайсинг. 
Білок має сайт для зв'язування з РНК. 
Локалізований у цитоплазмі, ядрі.